# Amithao spence
Amithao spence är en skalbaggsart som beskrevs av Hippolyte Louis Gory och Achille Rémy Percheron 1833. Amithao spence ingår i släktet Amithao och familjen Cetoniidae. Inga underarter finns listade i Catalogue of Life.